# Sankt Marein-Feistritz
Sankt Marein-Feistritz ist seit 2015 eine Gemeinde im Bezirk Murtal in der Steiermark.

## Geografie

### Gemeindegliederung
Die Gemeinde entstand im Rahmen der Gemeindestrukturreform in der Steiermark
aus den mit Ende 2014 aufgelösten Gemeinden Sankt Marein bei Knittelfeld und Feistritz bei Knittelfeld.
Das Gemeindegebiet umfasst folgende sechs Katastralgemeinden (fett; Fläche Stand 31. Dezember 2023) mit 15 Ortschaften, (in Klammern Einwohnerzahl Stand 1. Jänner 2024), innerhalb derer das Ortsverzeichnis 2001 noch weitere Ansiedelungen (zu den Abkürzungen siehe Topographische Siedlungskennzeichnung nach STAT) und Almen aufführt (eingerückt):
- Feistritz (992,91 ha)
  - Altendorf (195) D
    - Altendorf Bundesstraße Sdlg (610), Mauth Sdlg, Schamberger E, Waldrandsiedlung Sdlg

  - Feistritz bei Knittelfeld (664) D
    - Am Ramberg Sdlg, Pulverstampf E, Roaner E, Wiesmüller E

  - Moos (6)[6] W
- Fressenberg (938,29 ha)
  - Fressenberg (46) ZH
    - Bachmoar E, Dietmayer E, Kleinmarl E, Sergl E, Stubenberger E.
    - Almen: Biedneralm, Dietrichalm, Eckentaler, Heidmoar, Padingeralm, Vorlasseralm, Wilfinghütte

  - Sankt Martha (191) D
    - Edlinger E, Moostal ZH, Samhuber E
- Greuth (998,74 ha)
  - Greith (100) ZH
    - Bauer im Holz E, Gstattmoar E, Kranz E, Polting E, Schafhuber Gh, Seitweger E
    - Almen: Gruberalm, Moseralm, Pallalm, Rinner

  - Laas (56) ZH
    - Konrad E, Mayer E, Seidl E
- Prank (429,84 ha)
  - Hof (85) R
    - Fischgraben ZH

  - Prankh (109) D
    - Schloss Prankh Schl

  - Mitterfeld (13)[7]
    - Mitterfeld-Moos R
- St. Marein (483,89 ha)
  - Fentsch (121) D
  - Sankt Marein bei Knittelfeld (313) D
    - Freigaßner E
- Wasserleith (3.217,76 ha)
  - Feistritzgraben (0) ZH
    - Almen: Bründler, Floneralm, Loneggeralm, Obere Bodenhütte, Pulvermacheralm, Rüfhütte, Schwaigerhütte, Stockerhütte, Tullialm, Untere Bodenhütte

  - Kniepaß (8) ZH
    - Rocklwirt Gh
    - Almen: Bauholzalm, Gulsmoaralm, Hadlerhütte, Haffelneralm, Hubertushütte, Pusteralm, Putzalm

  - Wasserleith (119) D

Die – hier nicht vorliegenden – Grenzen der Ortschaften folgen nicht zwingend derer der Katastralgemeinde, auf denen ihr jeweiliger Namensgeber liegt oder ursprünglich lag. Der Weiler Mitterfeld, wie er explizit in Karten eingezeichnet ist, liegt etwa zur Hälfte in der benachbarten Katastralgemeinde Sankt Marein. Die Rotte Mittelfeld-Moos auf dem Gebiet der Katastralgemeinde Prank hingegen geht fließend in den Weiler Moos über und ist heute möglicherweise nicht mehr Teil der Ortschaft Mitterfeld, sondern Teil der Ortschaft Moos, die 2001 noch in einer anderen Gemeinde (Feistritz) gelegen hatte.

### Nachbargemeinden
| Gaal   | Mautern in Steiermark                       |                     |
| Seckau | Kompassrose, die auf Nachbargemeinden zeigt | Kraubath an der Mur |
| Kobenz | Sankt Margarethen bei Knittelfeld           |                     |

## Geschichte
Die erste Kirche wurde im Jahr 1070 durch die Herren von Traisen errichtet. Die heutige Pfarrkirche stammt aus dem Jahr 1140, sie wurde 1140 im gotischen Stil umgebaut.
Die heutige Gemeinde entstand 2015 durch den Zusammenschluss der Gemeinden St. Marein bei Knittelfeld und Feistritz bei Knittelfeld.

## Kultur und Sehenswürdigkeiten
- Schloss Prankh

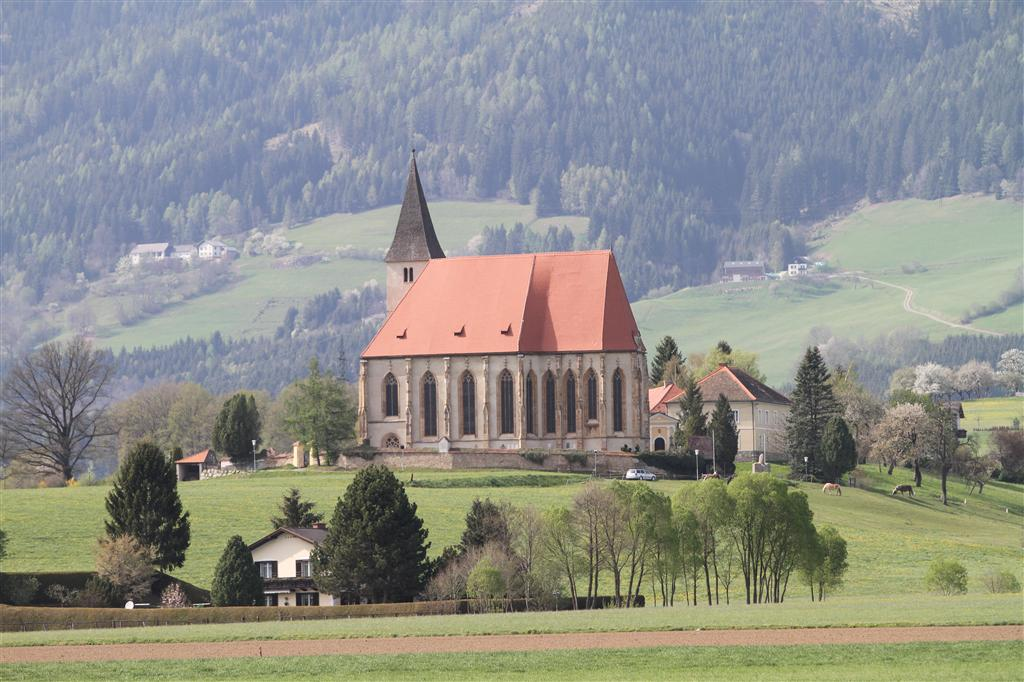
Pfarrkirche St. Marein bei Knittelfeld

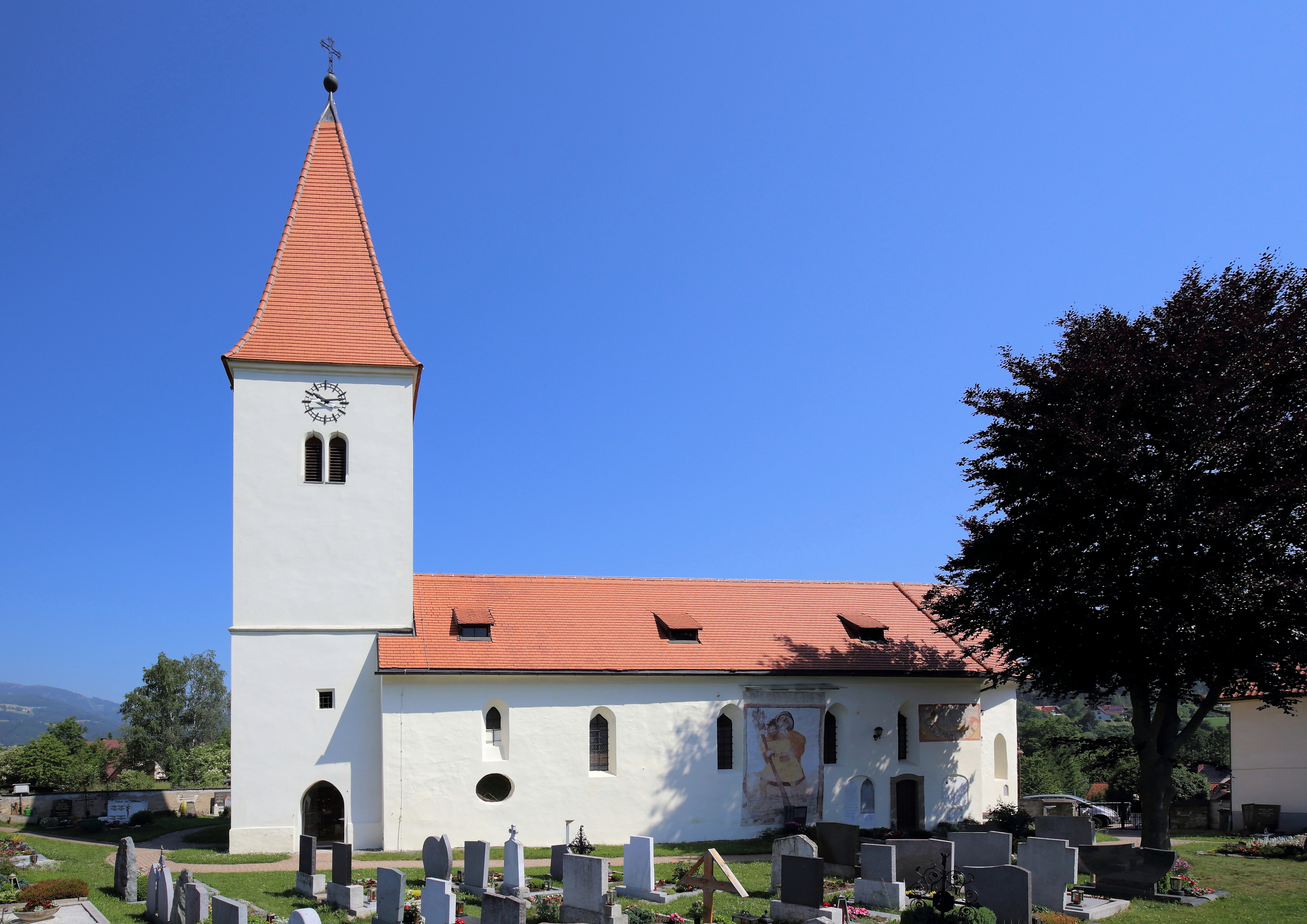
Filialkirche Feistritz bei Knittelfeld

- Katholische Pfarrkirche St. Marein bei Knittelfeld Mariä Geburt
- Katholische Filialkirche Feistritz bei Knittelfeld Hll. Johannes der Täufer und Johannes Evangelist

## Wirtschaft und Infrastruktur

### Tourismus
Die Gemeinde bildet gemeinsam mit Lobmingtal, Kobenz, Seckau, Spielberg, Gaal und Zeltweg den Tourismusverband „Tourismus am Spielberg“ mit Sitz in Spielberg.

## Politik
Der Gemeinderat hat 15 Mitglieder.
- Mit den Gemeinderatswahlen in der Steiermark 2015 hatte der Gemeinderat folgende Verteilung: 7 SPÖ, 6 ÖVP und 2 FPÖ.[11]
- Mit den Gemeinderatswahlen in der Steiermark 2020 hat der Gemeinderat folgende Verteilung: 7 SPÖ, 7 ÖVP und 1 FPÖ.[12]

### Bürgermeister
- seit 2015 Bruno Aschenbrenner (ÖVP)

### Wappen

Wappen der Vorgängergemeinden
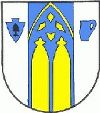
Sankt Marein bei Knittelfeld
Feistritz bei Knittelfeld

Beide Vorgängergemeinden hatten ein Gemeindewappen. Wegen der Gemeindezusammenlegung verloren diese mit 1. Jänner 2015 ihre offizielle Gültigkeit.
Die Neuverleihung des Gemeindewappens für die Fusionsgemeinde erfolgte mit Wirkung vom 10. März 2017.

Die neue Blasonierung lautet:
„Im silbernen Schildhaupt über drei roten Kerben am unteren Rand ausgebrochen drei rote Scheiben, in die je ein Rautenblatt in gotischer Form wächst, darunter in Silber ein blauer Pfahl, ein wachsendes gotisches Maßwerkfenster darstellend, dessen Öffnungen golden durchbrochen sind, begleitet vorn von einer blauen Pflugschar, hinten von einem blauen Wasserkrug.“